# Pelagueïa Chaïne
Pelagueïa Fiodorovna Chaïne (en russe : Пелагея Фёдоровна Шайн, Pelageja Fiodorovna Shajn ; 19 avril 1894 - 27 août 1956) est une astronome russe puis soviétique. En translittération anglaise, son nom de famille serait orthographié Shayn, mais ses découvertes astronomiques sont créditées par le Centre des planètes mineures sous le nom P. F. Shajn. Néanmoins, son nom de famille est parfois écrit Schajn, et son prénom parfois Pelageja (ce qui correspond à Pélagie).
La transcription française de son nom est : Pelagueïa Fiodorovna Chaïne.
Elle est née en 1894 dans une famille paysanne du village de Ostanin, district de Solikamsky (en), dans le gouvernement de Perm.
Elle était la femme de Grigory Shajn (en russe : Григорий Абрамович Шайн, Grigori Abramovitch Chaïne, soit du yiddish Schein), qui était également un astronome russe. Son nom de jeune fille était Sannikova (Санникова). Elle suivit l'enseignement des cours Bestoujev,.
Elle codécouvrit la comète périodique 61P/Shajn-Schaldach. Cependant, la comète non périodique C/1925 F1 (Shajn-Comas Solá) (it), appelée également comète 1925 VI ou comète 1925a, fut codécouverte par son mari et non par elle.
Elle découvrit également plusieurs astéroïdes et environ 150 étoiles variables.

## Astéroïdes découverts
| (1112) Polonia      | 15 août 1928      |
| (1113) Katja        | 15 août 1928      |
| (1120) Cannonia     | 11 septembre 1928 |
| (1121) Natascha     | 11 septembre 1928 |
| (1369) Ostanina     | 27 août 1935      |
| (1387) Kama         | 27 août 1935      |
| (1390) Abastumani   | 3 octobre 1935    |
| (1475) Yalta        | 21 septembre 1935 |
| (1610) Mirnaya      | 11 septembre 1928 |
| (1648) Shajna       | 5 septembre 1935  |
| (1654) Bojeva       | 8 octobre 1931    |
| (1735) ITA          | 10 septembre 1948 |
| (1954) Koukarkine   | 15 août 1952      |
| (1987) Kaplan       | 11 septembre 1952 |
| (2108) Otto Schmidt | 4 octobre 1948    |
| (2445) Blazhko      | 3 octobre 1935    |
| (3080) Moisseiev    | 3 octobre 1935    |
| (3958) Komendantov  | 10 octobre 1953   |
| (5533) Bagrov       | 21 septembre 1935 |